# Prisches
Prisches est une commune française située dans le département du Nord, en région Hauts-de-France.

## Géographie
Prisches se situe dans le sud-est du département du Nord (Hainaut) en plein cœur du parc naturel régional de l'Avesnois. L'Avesnois est connu pour ses prairies, son bocage et son relief un peu vallonné dans sa partie sud-est (début des contreforts des Ardennes), dite « petite Suisse du Nord ».
En fait, Prisches fait partie administrativement de l'Avesnois, historiquement du Hainaut et ses paysages rappellent la Thiérache.
La commune se trouve à 93 km de Lille (préfecture du Nord), à 119 km de Reims, à 122 km de Bruxelles (B), à 43 km de Valenciennes, à 59 km  de Mons (B), à 68 km de Charleroi, à 33 km de Maubeuge, à 26 km de Fourmies, à 13 km d'Avesnes-sur-Helpe (sous-préfecture), à 8 km de Maroilles et de 6 km de Cartignies.
Prisches se trouve à 20 km de la Belgique et jouxte le département de l'Aisne.

### Communes limitrophes
|                     | Maroilles                | Grand-Fayt             |
| Le Favril           | Prisches                 | Petit-Fayt             |
| Fesmy-le-Sart Aisne | Barzy-en-Thiérache Aisne | Beaurepaire-sur-Sambre |

### Hydrographie

#### Réseau hydrographique
La commune est située dans le bassin Artois-Picardie. Elle est drainée par la Rivièrette ou Sambre, le fossé Saint-Pierre, le ruisseau du Bois de Toillon, le ruisseau du Sart ou Helpe Mineure, le ruisseau de l'Ermitage, la Ferme des Longues Bornes, la Fontaine aux Moines, la Rue d'en Haut, la Zobeau, le Campiau, le Petit Béart, le Rieu de jument, le Riot de Prisches, le ruisseau d'Air et divers autres petits cours d'eau,.
La Rivièrette, d'une longueur de 20 km, prend sa source dans la commune de Fontenelle et se jette  dans la Sambre canalisée à Landrecies, après avoir traversé six communes. 

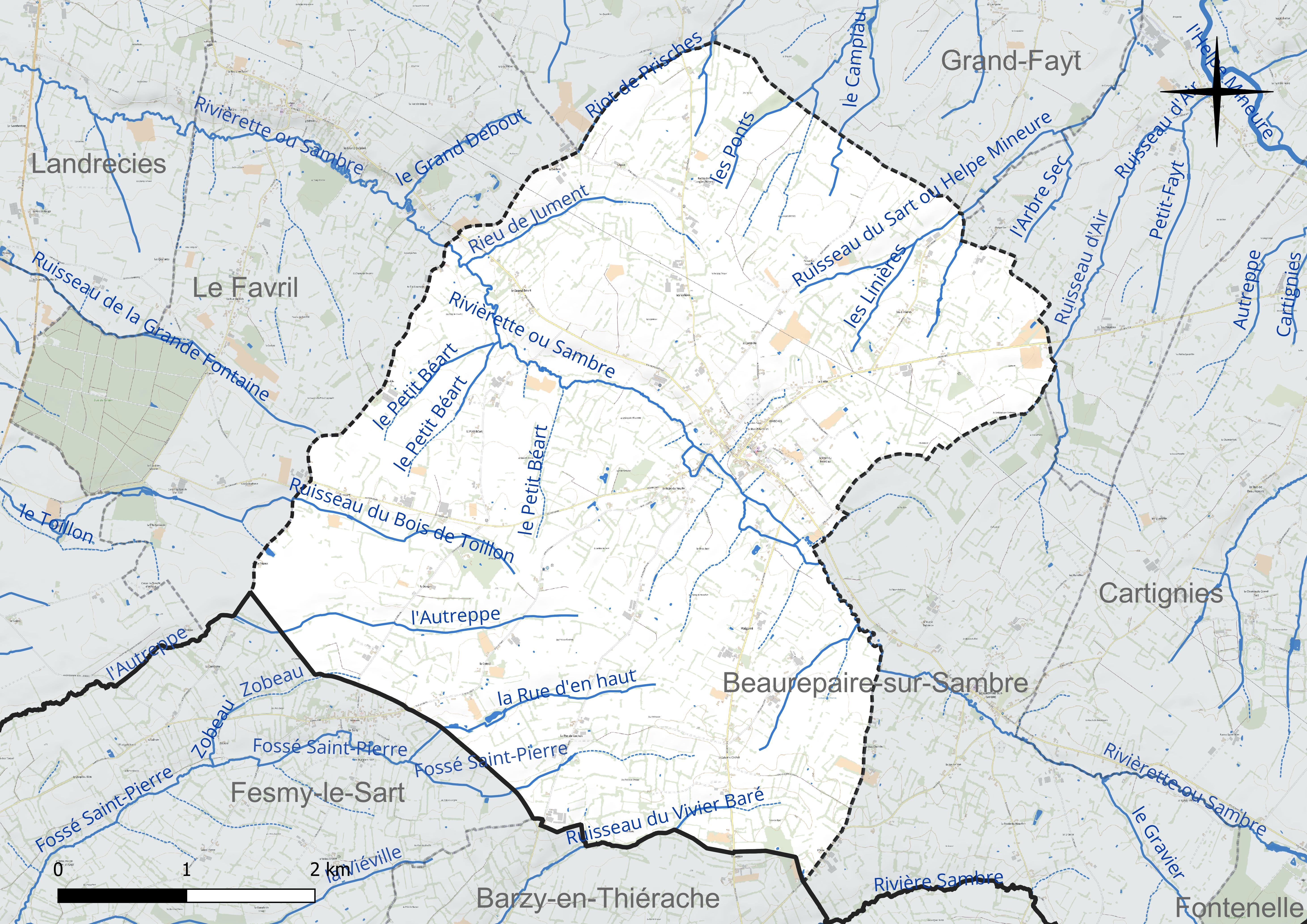
Réseau hydrographique de Prisches.

#### Gestion et qualité des eaux
Le territoire communal est couvert par le schéma d'aménagement et de gestion des eaux (SAGE) « Sambre ». Ce document de planification concerne un territoire de 1 253 km2 de superficie, délimité par le bassin versant de la Sambre. Le périmètre a été arrêté le 1er novembre 2003 et le SAGE proprement dit a été approuvé le 21 septembre 2012, puis modifié le 18 août 2022. La structure porteuse de l'élaboration et de la mise en œuvre est le syndicat mixte du Parc naturel régional de l'Avesnois. 
La qualité des cours d'eau peut être consultée sur un site dédié géré par les agences de l'eau et l'Agence française pour la biodiversité. 

### Climat
Pour des articles plus généraux, voir Climat des Hauts-de-France et Climat du Nord.
En 2010, le climat de la commune est de type climat des marges montargnardes, selon une étude du CNRS s'appuyant sur une série de données couvrant la période 1971-2000. En 2020, Météo-France publie une typologie des climats de la France métropolitaine dans laquelle la commune est exposée à un climat océanique altéré et est dans la région climatique  Nord-est du bassin Parisien, caractérisée par un ensoleillement médiocre, une pluviométrie moyenne régulièrement répartie au cours de l'année et un hiver froid (3 °C). 
Pour la période 1971-2000, la température annuelle moyenne est de 9,6 °C, avec une amplitude thermique annuelle de 15 °C. Le cumul annuel moyen de précipitations est de 869 mm, avec 12,5 jours de précipitations en janvier et 9,7 jours en juillet. Pour la période 1991-2020, la température moyenne annuelle observée sur la station météorologique la plus proche, située sur la commune de Saint-Hilaire-sur-Helpe à 11 km à vol d'oiseau, est de 10,5 °C et le cumul annuel moyen de précipitations est de 802,4 mm,. Pour l'avenir, les paramètres climatiques de la commune estimés pour 2050 selon différents scénarios d'émission de gaz à effet de serre sont consultables sur un site dédié publié par Météo-France en novembre 2022.

## Urbanisme

### Typologie
Au 1er janvier 2024, Prisches est catégorisée commune rurale à habitat dispersé, selon la nouvelle grille communale de densité à sept niveaux définie par l'Insee en 2022.
Elle est située hors unité urbaine et hors attraction des villes,.

### Occupation des sols
L'occupation des sols de la commune, telle qu'elle ressort de la base de données européenne d'occupation biophysique des sols Corine Land Cover (CLC), est marquée par l'importance des territoires agricoles (98 % en 2018), une proportion identique à celle de 1990 (98 %). La répartition détaillée en 2018 est la suivante : 
prairies (82,1 %), terres arables (16 %), zones urbanisées (2 %). L'évolution de l'occupation des sols de la commune et de ses infrastructures peut être observée sur les différentes représentations cartographiques du territoire : la carte de Cassini (XVIIIe siècle), la carte d'état-major (1820-1866) et les cartes ou photos aériennes de l'IGN pour la période actuelle (1950 à aujourd'hui).

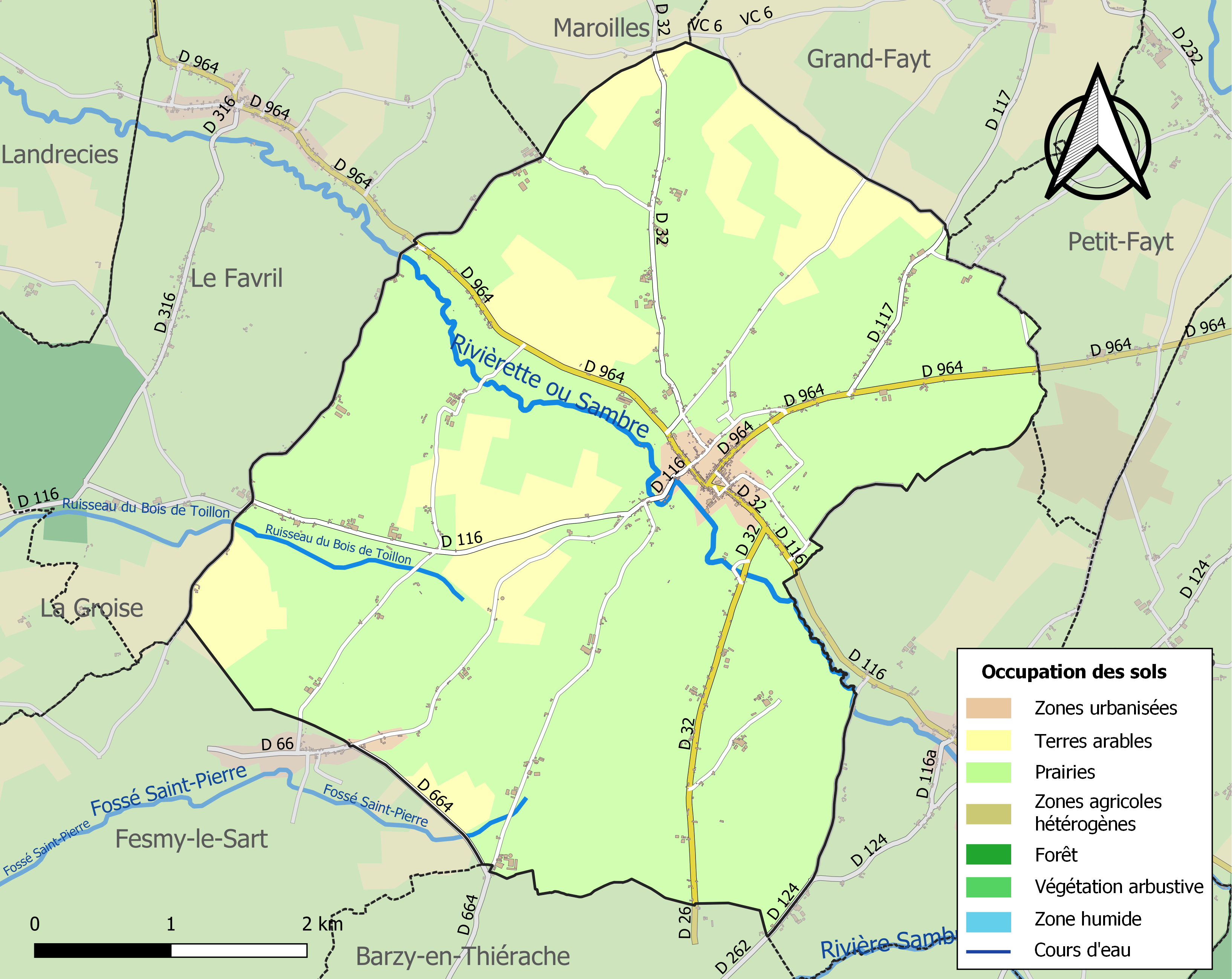
Carte des infrastructures et de l'occupation des sols de la commune en 2018 (CLC).

## Toponymie
Le nom de la localité est attesté sous les formes Prices en 1169 (cartulaire de l'abbaye de Maroilles) ; Perices en 1174 (charte de Jacques d'Avesnes) ; Prichez en 1184 (J.de G., ann. du Hainaut, XII, 339) ; Prisches en 1237 (bulle du pape Grégoire IX) ; Prisches en 1290 (cart. de l'abb. de Maroilles) ; Prisch en 1299 (Testament de Hugues 1er de Châtillon) ; Prisse en 1648 (Vinchant, ann. du Hainaut, 18) ; Briches en 1769 (carte du diocèse de Cambrai par Villaret).[réf. nécessaire]

## Histoire
Histoire de prisches

## Politique et administration
Maire en 1802-1803 : Thomas Jean.
Maire en 1807 : Machelart.

Maire en 1939 :  Béthune.
| Période                                  | Période                     | Identité          | Étiquette | Qualité                        |
| ---------------------------------------- | --------------------------- | ----------------- | --------- | ------------------------------ |
| Les données manquantes sont à compléter. |                             |                   |           |                                |
| avant 1981                               | ?                           | Michel Simon      |           |                                |
| mars 2001                                | En cours (au 11 avril 2014) | Jean-Claude Fovez |           | Réélu pour le mandat 2014-2020 |

## Population et société

### Démographie

#### Évolution démographique
L'évolution du nombre d'habitants est connue à travers les recensements de la population effectués dans la commune depuis 1793. Pour les communes de moins de 10 000 habitants, une enquête de recensement portant sur toute la population est réalisée tous les cinq ans, les populations de référence des années intermédiaires étant quant à elles estimées par interpolation ou extrapolation. Pour la commune, le premier recensement exhaustif entrant dans le cadre du nouveau dispositif a été réalisé en 2004.

En 2022, la commune comptait 1 046 habitants, en évolution de −3,24 % par rapport à 2016 (Nord : +0,51 %, France hors Mayotte : +2,11 %).
| 1793  | 1800  | 1806  | 1821  | 1831  | 1836  | 1841  | 1846  | 1851  |
| ----- | ----- | ----- | ----- | ----- | ----- | ----- | ----- | ----- |
| 1 183 | 1 046 | 1 368 | 1 471 | 1 548 | 1 600 | 1 619 | 1 630 | 1 541 |

| 1856  | 1861  | 1866  | 1872  | 1876  | 1881  | 1886  | 1891  | 1896  |
| ----- | ----- | ----- | ----- | ----- | ----- | ----- | ----- | ----- |
| 1 518 | 1 481 | 1 532 | 1 478 | 1 359 | 1 391 | 1 367 | 1 448 | 1 453 |

| 1901  | 1906  | 1911  | 1921  | 1926  | 1931  | 1936  | 1946  | 1954  |
| ----- | ----- | ----- | ----- | ----- | ----- | ----- | ----- | ----- |
| 1 459 | 1 484 | 1 436 | 1 295 | 1 360 | 1 327 | 1 273 | 1 282 | 1 214 |

| 1962  | 1968  | 1975 | 1982 | 1990 | 1999 | 2004 | 2006 | 2009 |
| ----- | ----- | ---- | ---- | ---- | ---- | ---- | ---- | ---- |
| 1 183 | 1 115 | 982  | 929  | 956  | 959  | 974  | 977  | 991  |

| 2014  | 2019  | 2022  | - | - | - | - | - | - |
| ----- | ----- | ----- | - | - | - | - | - | - |
| 1 030 | 1 036 | 1 046 | - | - | - | - | - | - |

#### Pyramide des âges
La population de la commune est relativement jeune.
En 2018, le taux de personnes d'un âge inférieur à 30 ans s'élève à 37,4 %, soit en dessous de la moyenne départementale (39,5 %). À l'inverse, le taux de personnes d'âge supérieur à 60 ans est de 27,9 % la même année, alors qu'il est de 22,5 % au niveau départemental.
En 2018, la commune comptait 520 hommes pour 538 femmes, soit un taux de 50,85 % de femmes, légèrement inférieur au taux départemental (51,77 %).
Les pyramides des âges de la commune et du département s'établissent comme suit.
| Hommes | Classe d’âge | Femmes |
| ------ | ------------ | ------ |
| 0,4    | 90 ou +      | 1,3    |
| 6,9    | 75-89 ans    | 8,2    |
| 20,2   | 60-74 ans    | 18,8   |
| 18,1   | 45-59 ans    | 16,7   |
| 18,5   | 30-44 ans    | 16,3   |
| 14,7   | 15-29 ans    | 14,0   |
| 21,2   | 0-14 ans     | 24,7   |

| Hommes | Classe d’âge | Femmes |
| ------ | ------------ | ------ |
| 0,5    | 90 ou +      | 1,4    |
| 5,3    | 75-89 ans    | 8,1    |
| 14,8   | 60-74 ans    | 16,2   |
| 19,1   | 45-59 ans    | 18,4   |
| 19,5   | 30-44 ans    | 18,7   |
| 20,7   | 15-29 ans    | 19,1   |
| 20,2   | 0-14 ans     | 18     |

## Lieux et monuments
- L'église Saint-Nicolas de 1550, agrandi en 1769, récemment rénovée. À l'arrière se trouve un calvaire remarquable intégrée au mur.
- Le bâtiment de la mairie avec l'école.
- Le monument de la Charte de 1158, inauguré en 1958.
- Le monument aux morts, 1920.
- L'hôpital, 1701, maladrerie et hôpital pour démunis.
- L'ancienne brasserie Béthune. Article détaillé : Brasseries du Nord-Pas-de-Calais
- La Pierre des Vallées.
- Cinq calvaires et une vingtaine de chapelles-oratoires disséminées sur la commune[35].

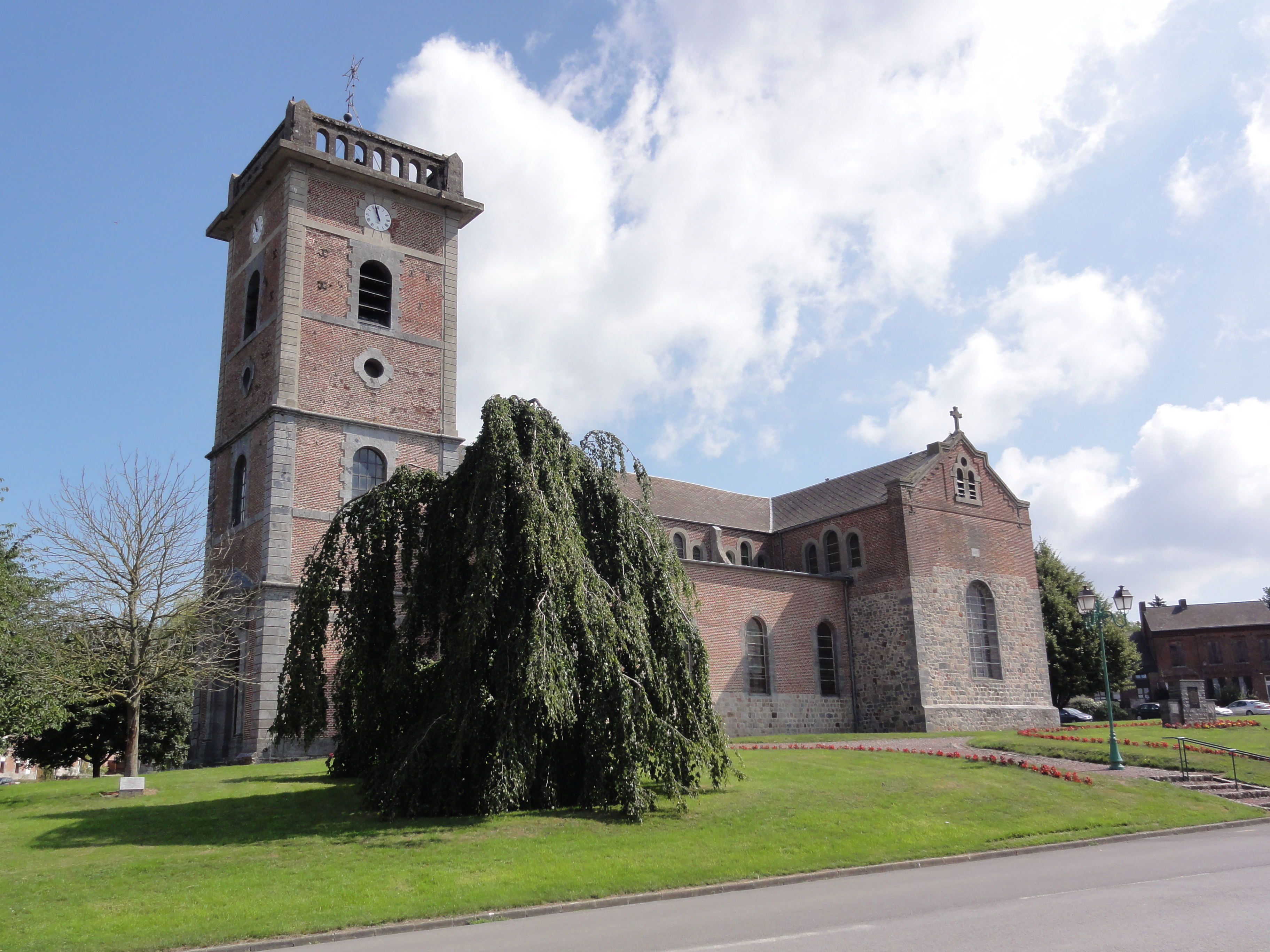
Église Saint-Nicolas.
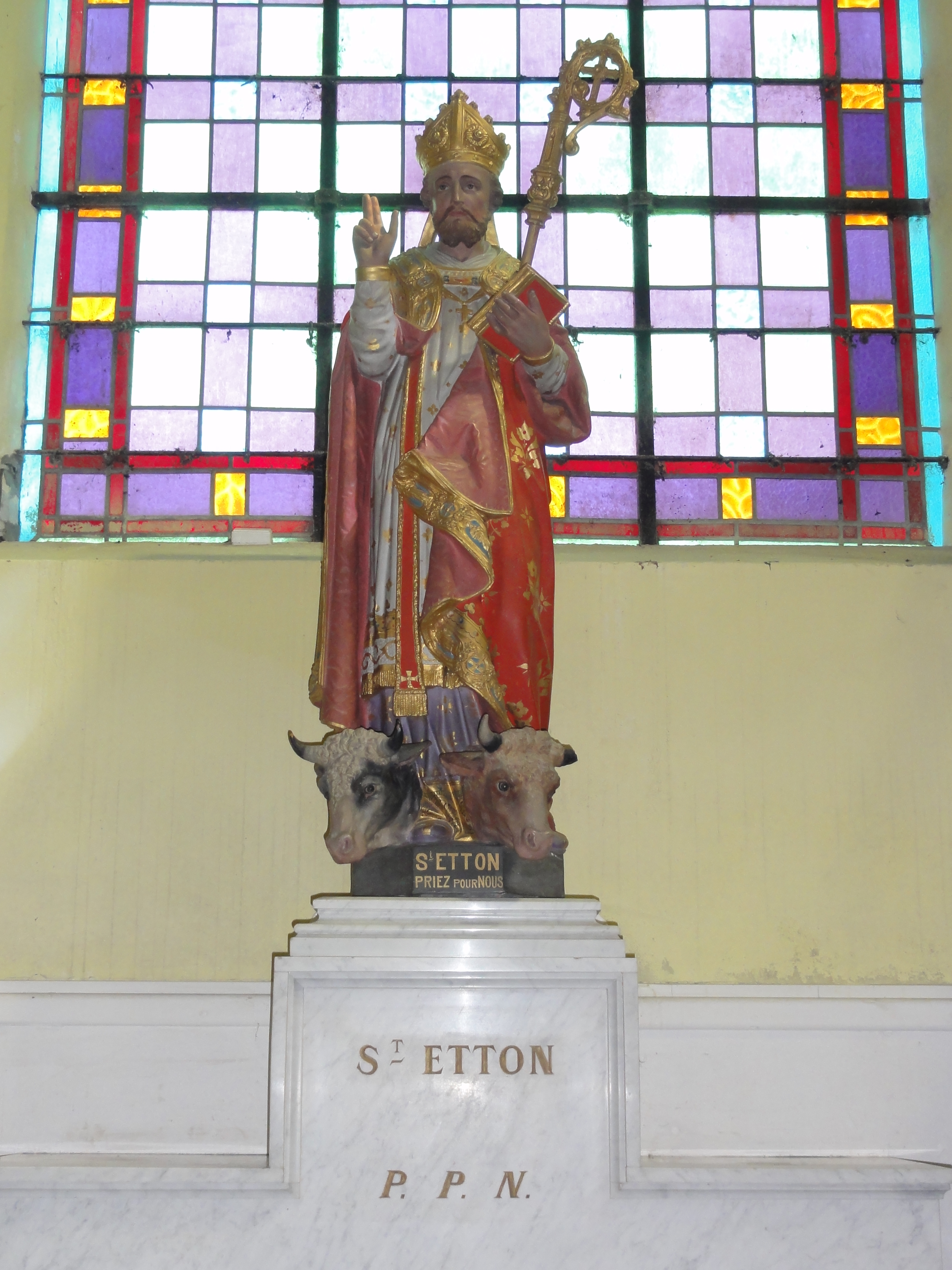
La statue de saint Etton avec des vaches.
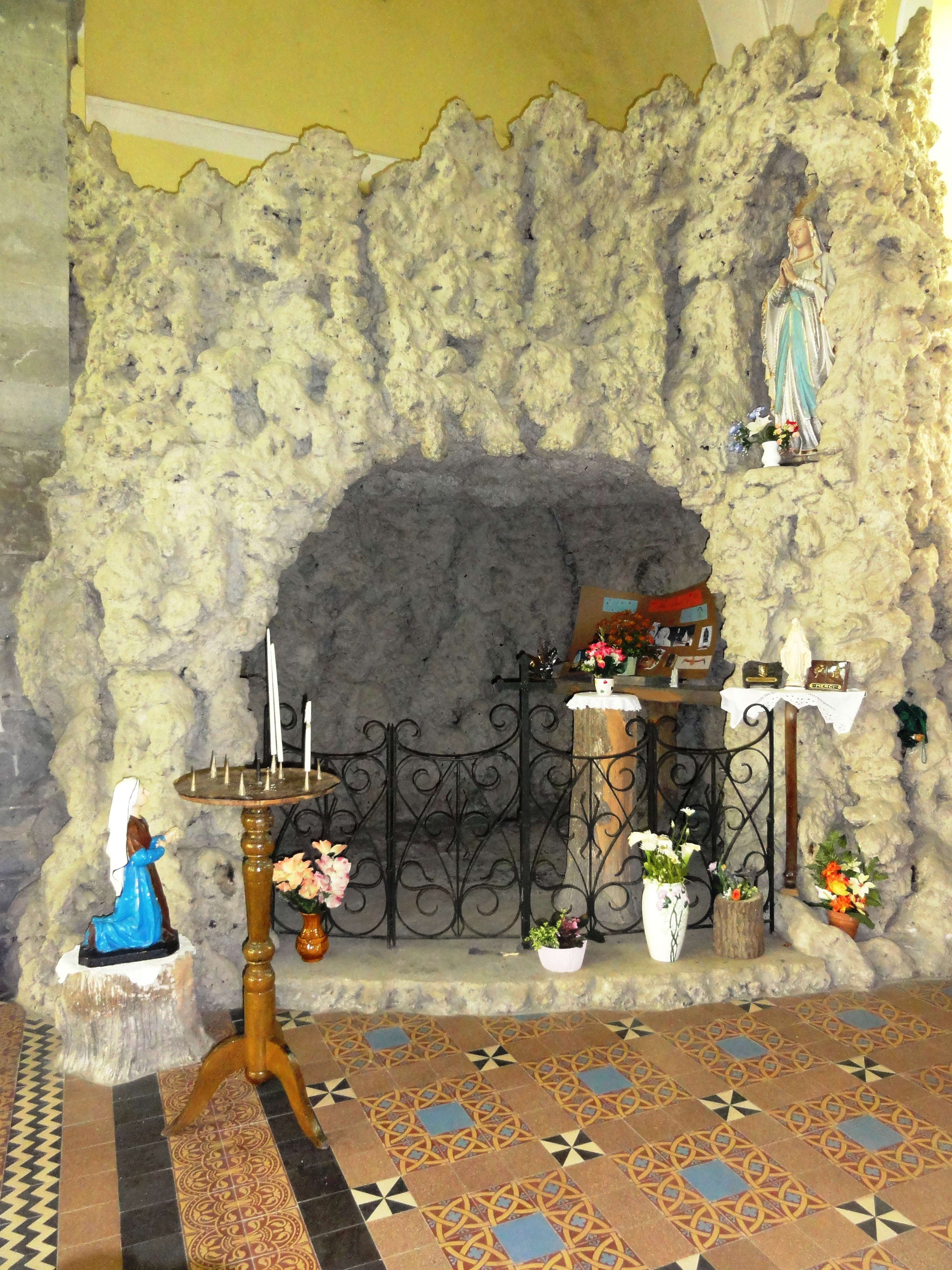
La grotte de Lourdes à l'intérieur de l'église.
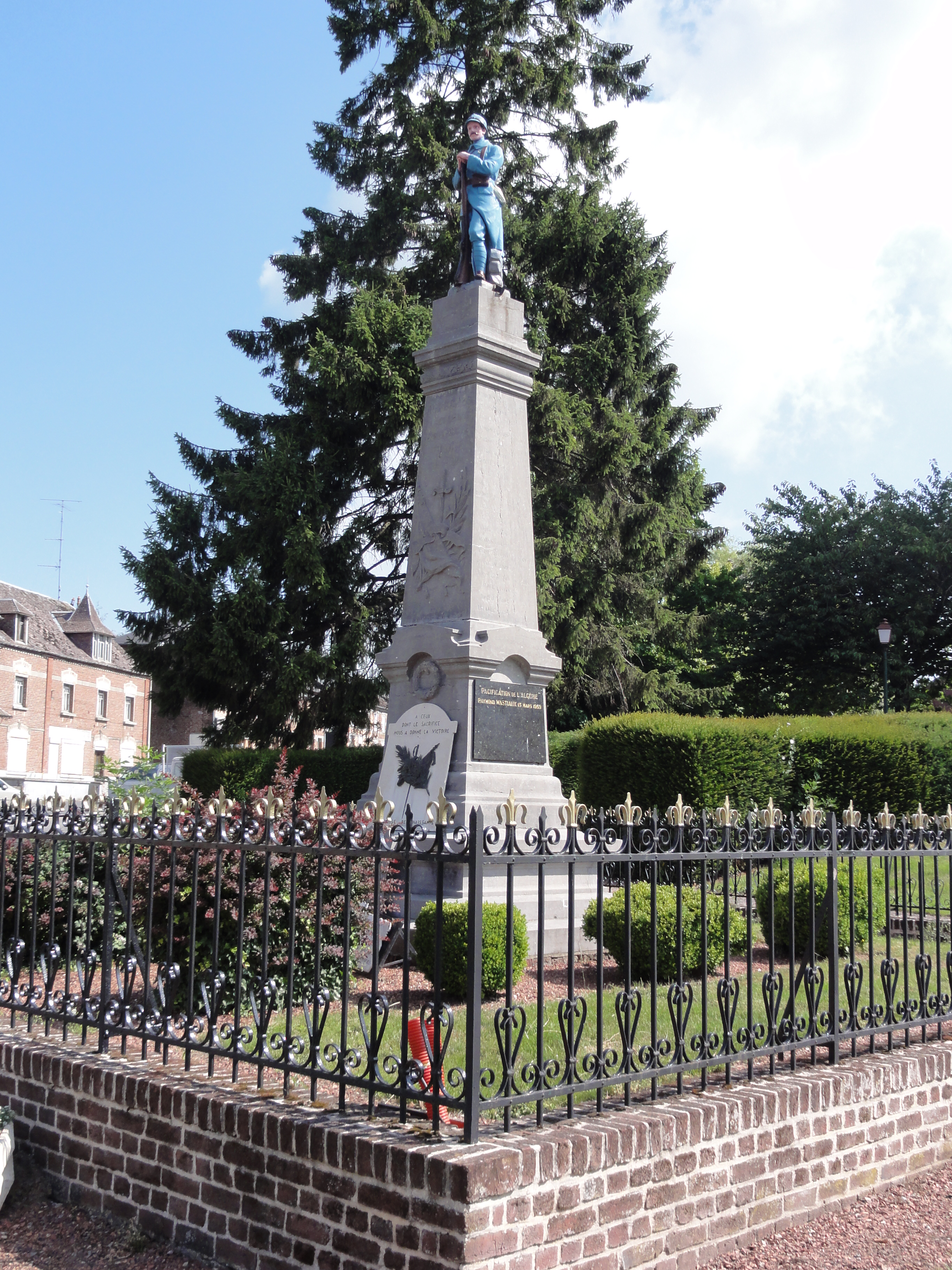
Monument aux morts.

Chapelles, oratoires et calvaires
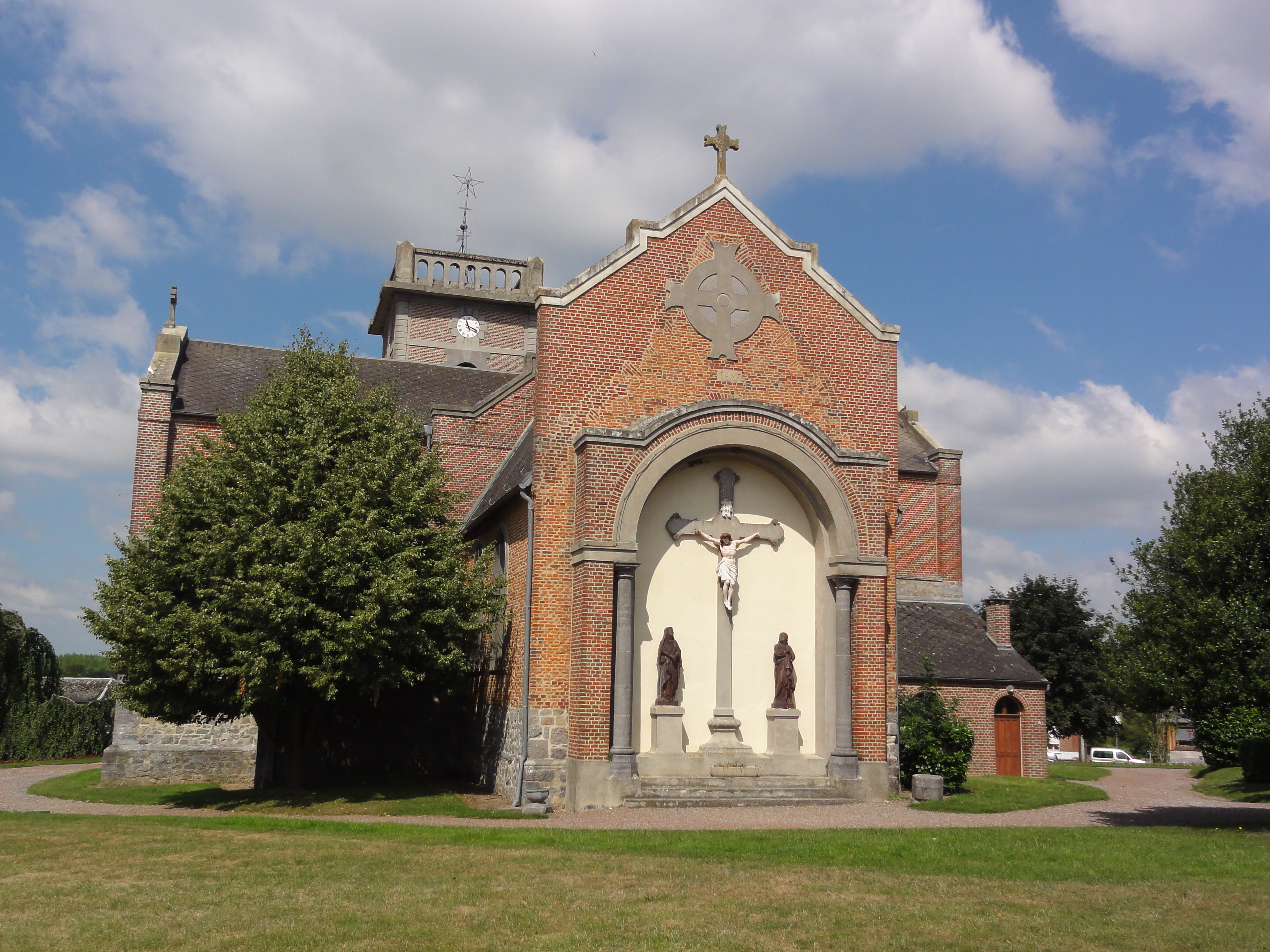
Le calvaire à l'arrière de l'église.
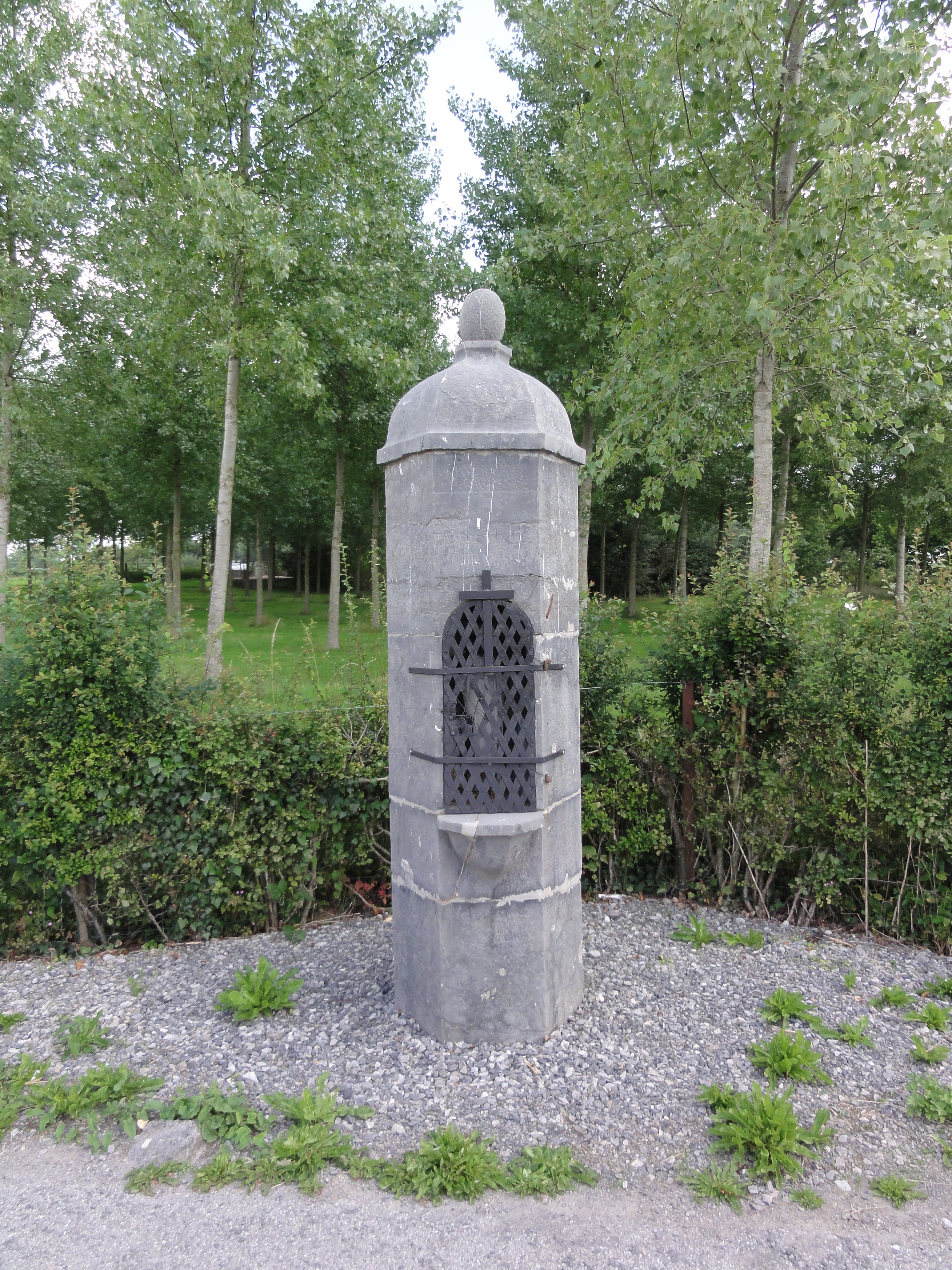
Chapelle Ave Maria gratia Plena.
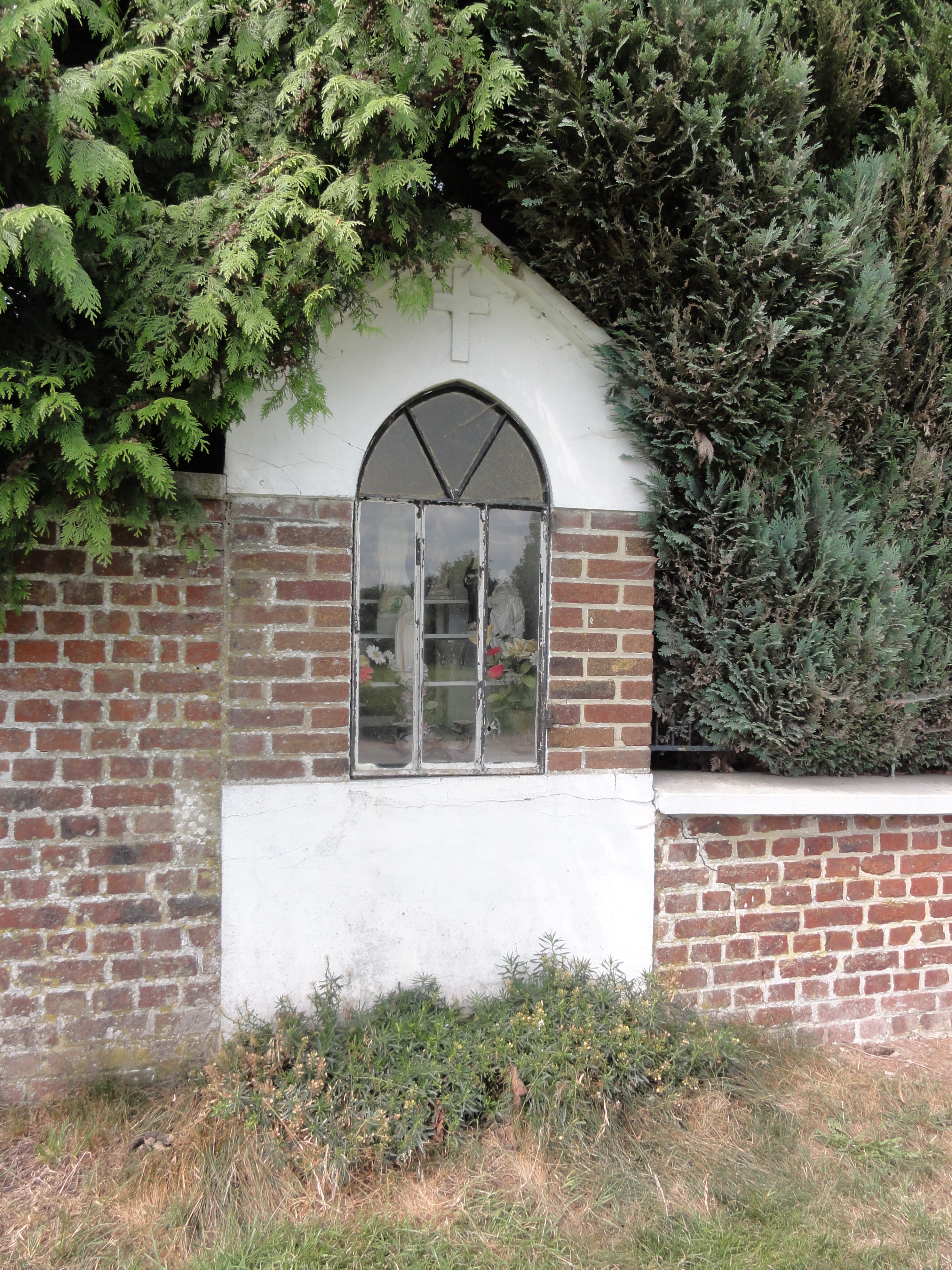
Chapelle dans un mur.
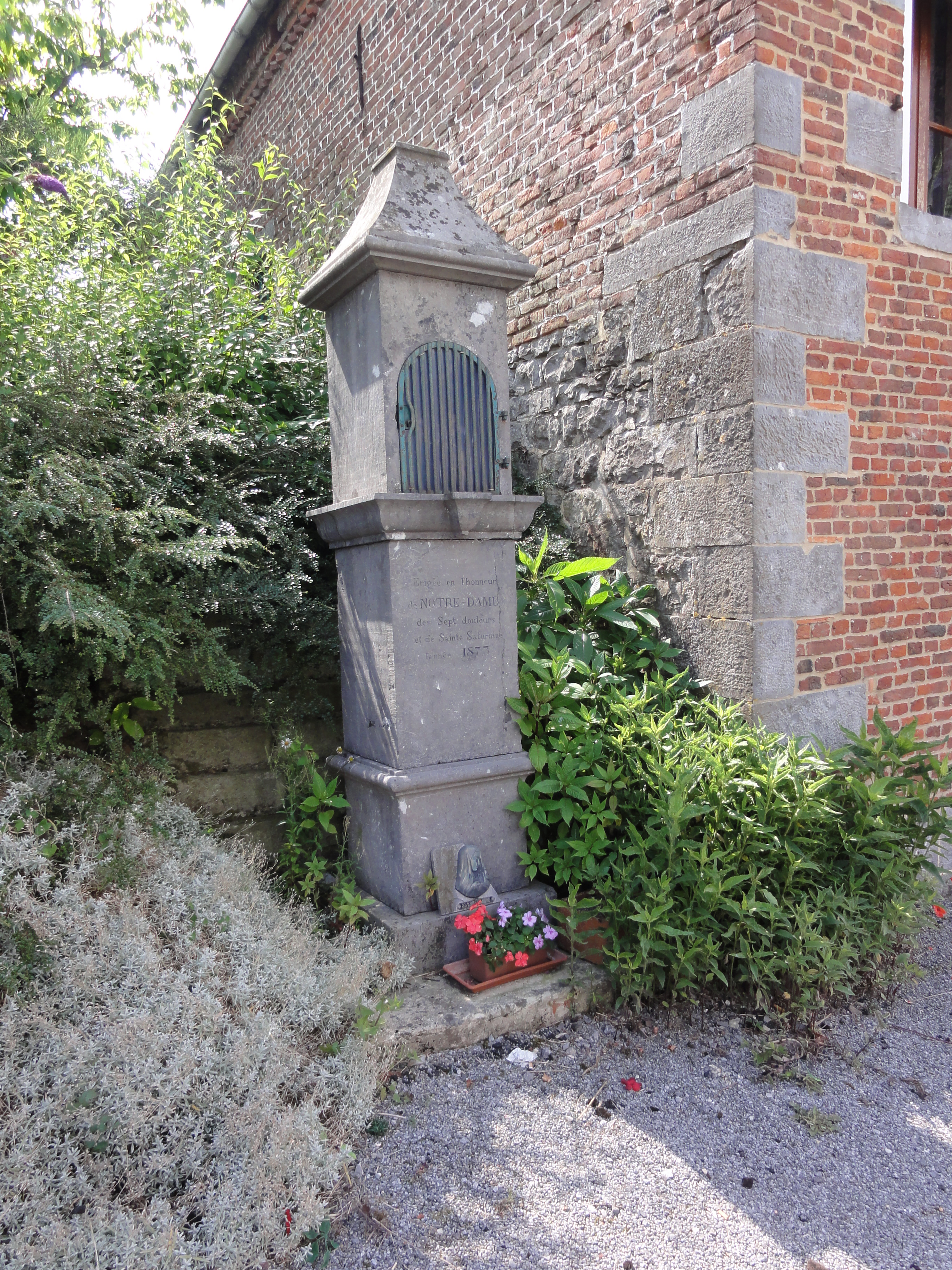
Chapelle Notre-Dame-des-Sept-Douleurs-et-Sainte-Saturnine (1873).
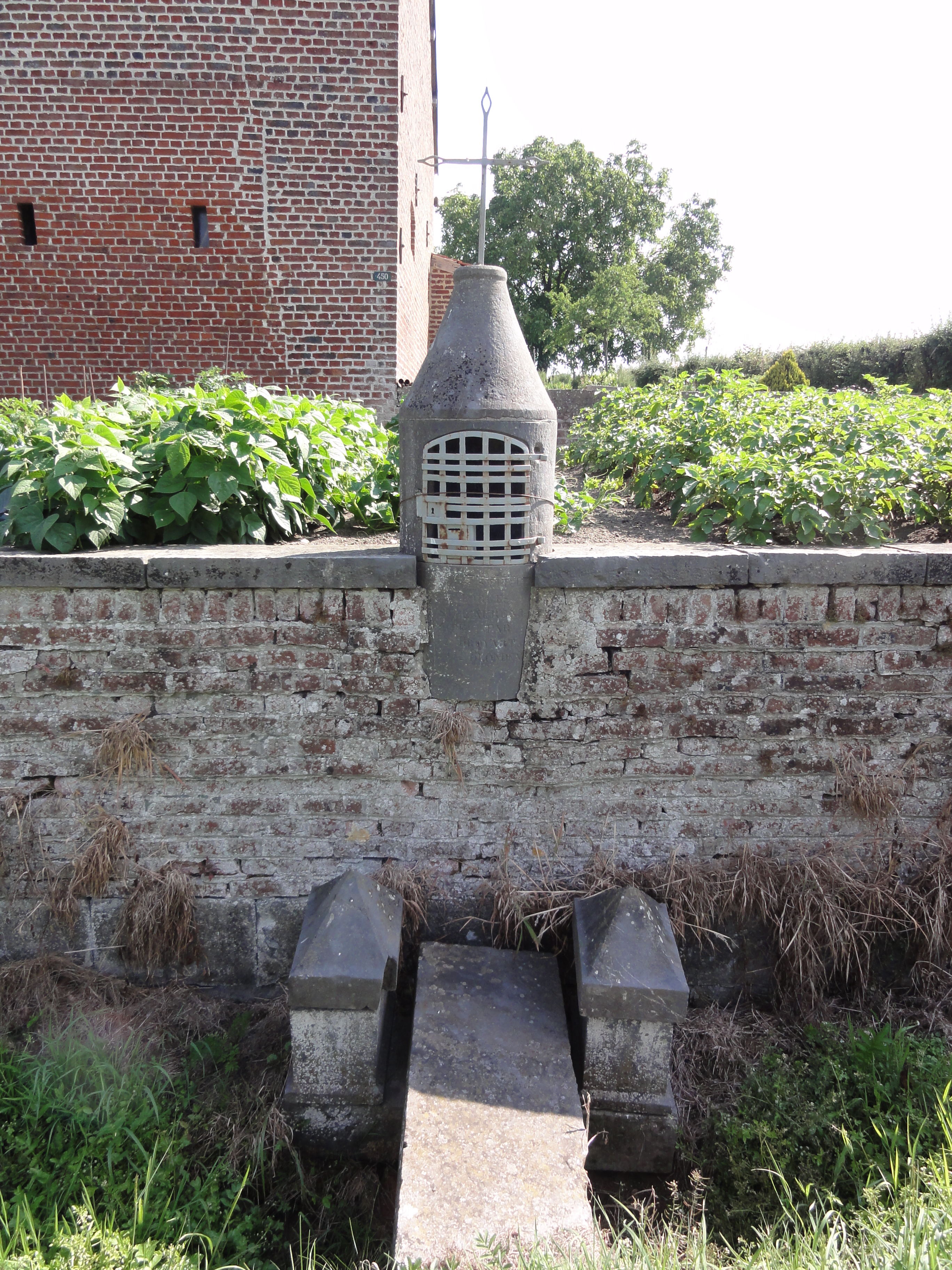
Chapelle Saint-George-et-Saint-Laurent.
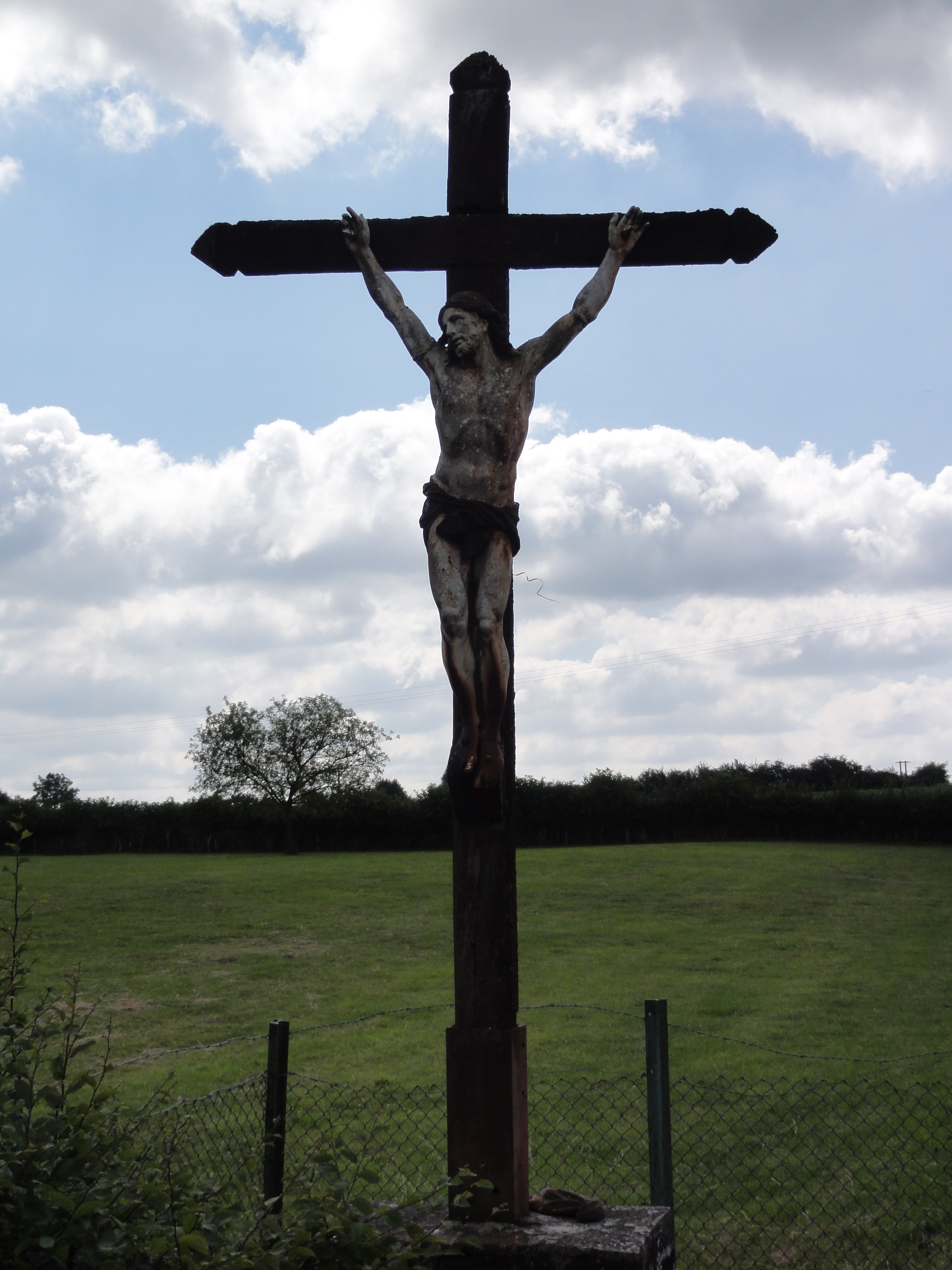
Calvaire de chemin.
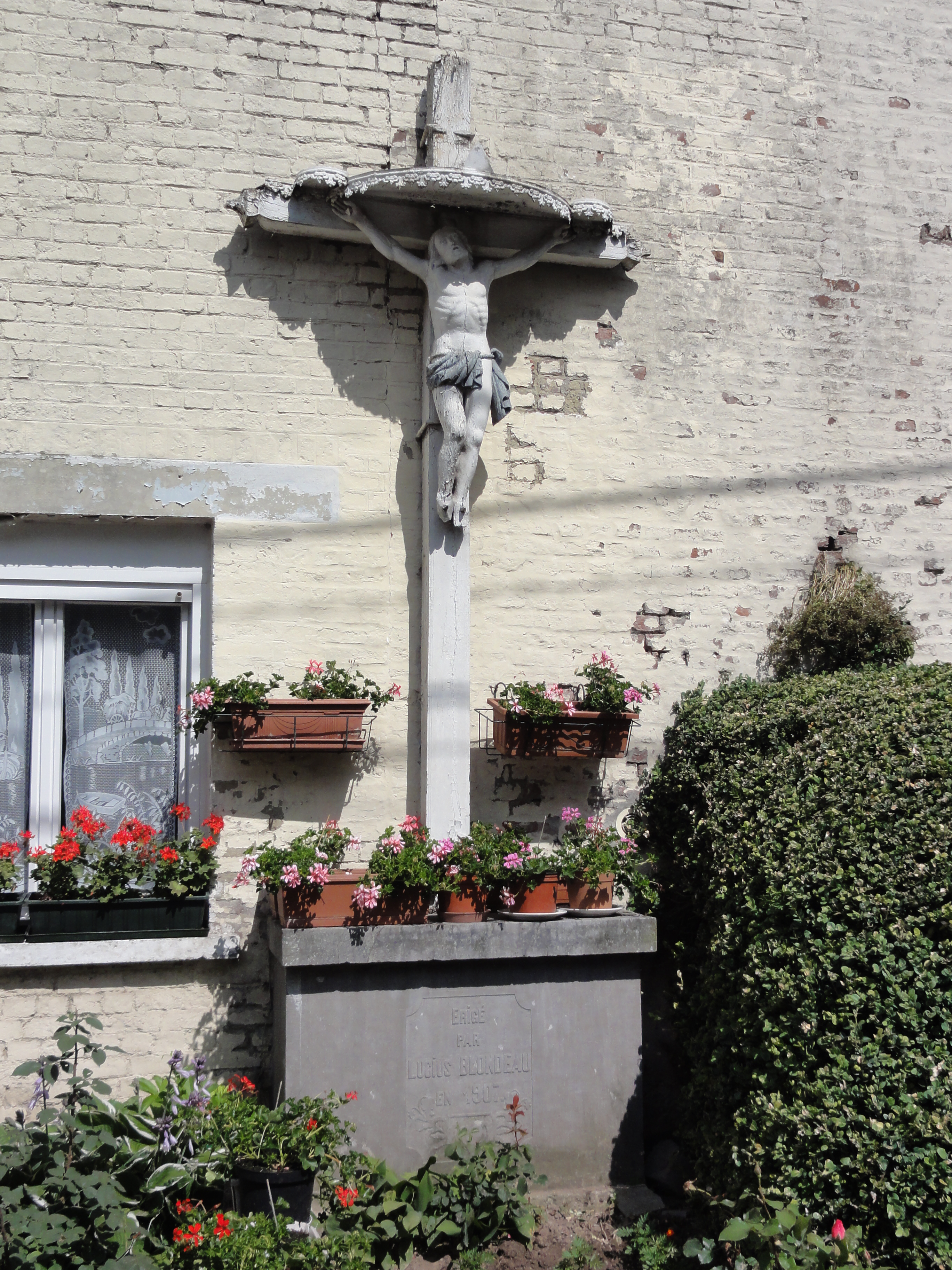
Calvaire sur une façade.

## Héraldique
| Blason de Prisches | Blason  | D'azur à la fasce d'or.                          |
| Blason de Prisches | Détails | Le statut officiel du blason reste à déterminer. |

## Pour approfondir